# British Overseas Airways Corporation
La British Overseas Airways Corporation (BOAC) fou l'única companyia aèria estatal del Regne Unit entre el 1939 i el 1946 i l'única de llarga distància des del 1946.

## Història
La companyia va néixer de la fusió entre Imperial Airways i British Airways Ltd, anunciada l'11 de novembre de 1938 pel Ministeri de l'Aire. El projecte de llei s'aprovava el 4 d'agost de 1939 i no seria fins l'abril de 1940 que es faria efectiva la nova entitat.
Durant els anys 1930 i 40 i fins al novembre del 1950 operaven serveis amb hidroavions des de Southampton a possessions colonials a Àfrica i Àsia. Hidroavions com el Short Empire o el Short S.8 Calcutta foren emprats per a transportar passatgers i correu. BOAC també operà el famós Handley Page H.P.42 en els seus serveis a Europa.
A més d'entrenar pilots del Regne Unit, BOAC gestionava una empresa d'entrenament a la localitat ugandesa de Soroti, al nord-est del país.
El 1974 BOAC i British European Airways es fusionaren i es creà així l'actual British Airways, com a conseqüència d'una llei del Parlament Britànic aprovada el 1971.

### El naixement
La llei d'aviació civil del 1946 obligà desmembrar les dues divisions de BOAC en tres corporacions separades:
- BOAC: per a les rutes a l'Imperi Britànic, a Amèrica del Nord i al Llunyà Orient.
- British European Airways (BEA): per a les rutes domèstiques i europees.
- British South American Airways (BSAA): per a les rutes a Amèrica del Sud i al Carib.

El 30 de juliol del 1949 British South American Airways es fusionà amb la BOAC.

### L'entrada dels reactors

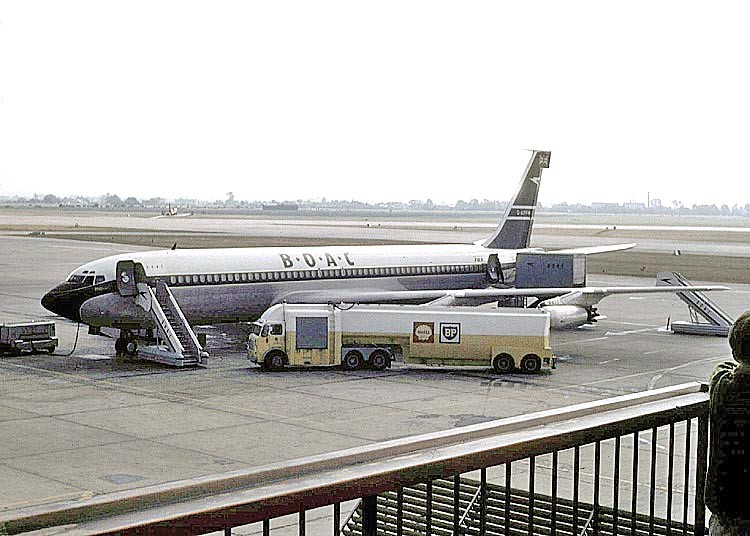
Després de nombrosos problemes tècnics amb els de Havilland Comet, BOAC va reprendre els serveis a reacció amb avions Boeing 707 importats

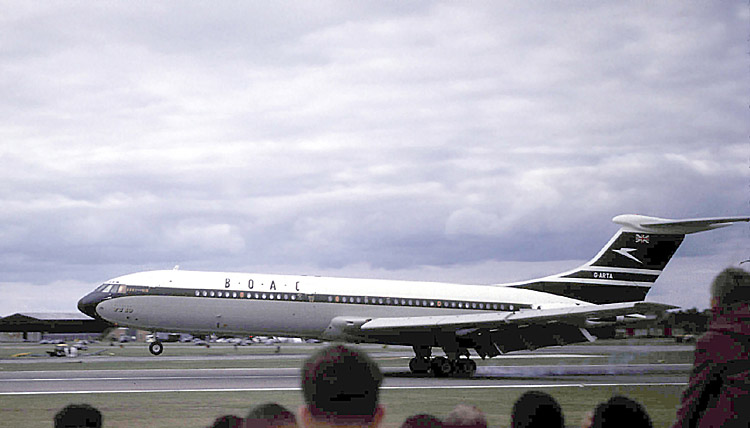
El Vickers VC-10 fou desenvolupat per a BOAC. Molts dels requisits de l'aerolínia quant a capacitat d'operació en aeroports alts i càlids feren que el VC-10 no fos adequat per a les companyies nord-americanes

El 2 de maig del 1952, BOAC es convertí en la primera aerolínia a emprar avions comercials a reacció, el de Havilland Comet., en la seva línia de Londres a Johannesburg. Tots els Comet de la sèrie u foren retirats del servei l'abril del 1954 després que tres Comet de BOAC s'estavellesin. Els investigadors descobriren uns trencaments seriosos en l'estructura dels avions. Aquests trencaments havien estat causats per la fatiga de metalls a causa de la repetida pressurització i despressurització de les aeronaus en les pujades i les baixades. Mentre es buscava la solució al problema, els enginyers de de Havilland milloraren el Comet en molts aspectes i augmentaren la seva distància, creant la sèrie quatre. El 1958, BOAC emprà els nous Comet 4 per convertir-se en la primera aerolínia a operar amb reactors les rutes transatlàntiques. Les deficiències estructurals de la sèrie u estaven focalitzades en les formes quadrades de les finestres, en el sostre i les ales.
El 1956 BOAC demanà quinze avions Boeing 707. Això causà cert ressò polític al Regne Unit, que finalment resultà en una substitució de la comanda a Boeing per una altra d'aeronaus Vickers VC-10. Tanmateix, els VC-10 eren més cars quant a operacions que els 707, principalment com a causa de les mateixes demandes de BOAC sobre el disseny de l'avió per fer-lo idoni en aeroports alts. Al final, ambdós avions entrarien en servei per a BOAC, a més d'uns disset Super VC-10, versió ampliada del VC-10.
Posteriorment BOAC es convertiria en el major client de Boeing fora d'Amèrica del Nord. La següent gran demanda a Boeing fou d'onze aeronaus del model 747-100. BOAC va rebre el seu primer 747 el 22 d'abril del 1970. No obstant això, a causa d'una "acció industrial" (una vaga) per part de l'Associació Britànica de Pilots de Línies Aèries, els avions no entraren en servei fins a l'any següent, el 14 d'abril del 1971.
El 1962 BOAC i Cunard Line formaren BOAC-Cunard Ltd per operar serveis programats a Amèrica del Nord, el Carib i Amèrica del Sud. La societat va dissoldre's el 1966.

### Dissolució
L'1 de setembre del 1972 es formà la Junta de British Airways, un consell d'administració que controlava tant BOAC com BEA. El 31 de març del 1974 ambdues companyies foren dissoltes i les seves operacions reunides per formar British Airways.
BOAC s'havia convertit en un dels primers operadors del Concorde ja abans de la seva fusió a British Airways en inaugurar el vol, paral·lelament amb Air France, el 21 de gener de 1976. Els Concorde de Brtitish Airways foren matriculats amb els codis des de G-BOAA a G-BOAG.